# Пе ди Верци (Ђенова)
Пе ди Верци је насеље у Италији у округу Ђенова, региону Лигурија.
Према процени из 2011. у насељу је живело 13 становника. Насеље се налази на надморској висини од 290 м.